# Xylø
XYLØ (estilizado em maiúsculas) é o pseudônimo da cantora e compositora americana Paige Duddy . De 2015 a 2018, Xylø foi um duo, composta por Paige e seu irmão Chase. Desde 2018, Paige embarcou em uma carreira solo e continuou a lançar sua nova música sob o apelido de Xylø.
Como dupla, Xylø era mais conhecida pelo single de estreia, "America", que foi lançado em fevereiro de 2015 e obteve sucesso comercial online por meio de canais digitais como NoiseTrade . O sucesso do single resultou na garantia de um contrato de gravação de Xylø com a Sony Music Entertainment . Após a saída repentina de Chase em 2018, Paige continuou a lançar novas músicas de Xylø com o lançamento de EPs Pretty Sad(2019), yes and no (2019), e The Ganglands of My Heart (2020).

## Background
Paige Duddy é neta do baterista de jazz Joe Porcaro e sobrinha de três membros do Toto .
Duddy é fã do time de futebol inglês Queen's Park Rangers .

## Carreira

### 2015–2017: Descoberta e Acordo de contrato de gravadora

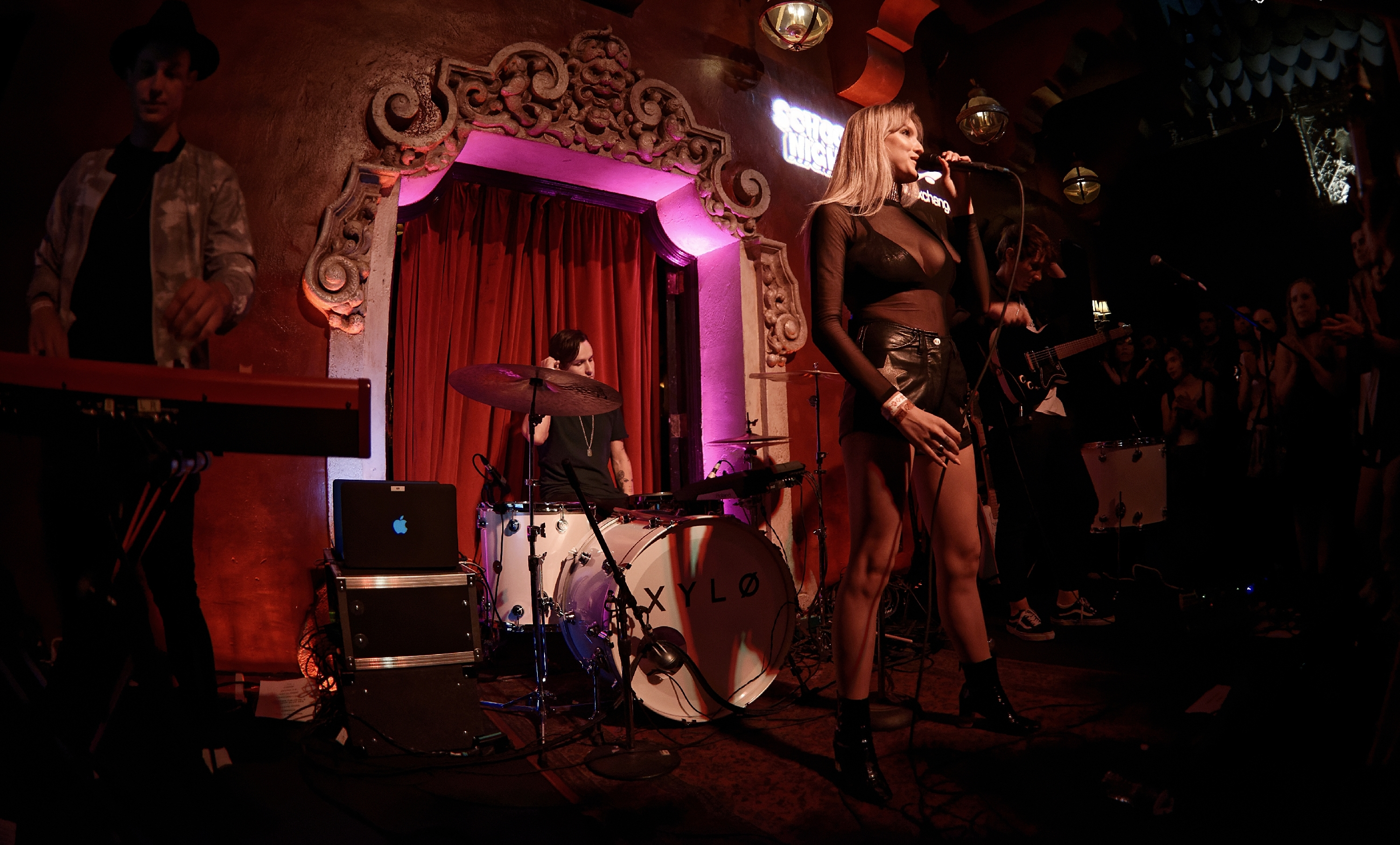
Paige Duddy se apresentando em 2016

Em fevereiro de 2015, Xylø lançou seu single de estreia, "America", que recebeu atenção no YouTube . A canção lançada foi promovida através da Hype Machine e NoiseTrade. A música finalmente chegou ao top 10 da parada Hype Machine e foi lançada nas rádios americanas através da KCRW.
Em 4 de junho, Xylø lançou sua segunda música, "Between the Devil and the Deep Blue Sea". Através da Apple Music, a dupla lançou sua terceira música, "Afterlife", em 22 de julho de 2015. Em setembro de 2015, eles foram apresentados como convidados especiais no show ao vivo de Oh Wonder em Los Angeles. A quarta música, intitulada "LA Love Song", foi lançada em 7 de outubro de 2015. No mês seguinte, o grupo anunciou que faria uma pausa para se concentrar na produção de mais material. Pouco depois, eles anunciaram O contrato com a Sony Music Entertainment.
Em 2016, a dupla embarcou em uma série de shows e lançou seu primeiro EP, America. Em 19 de fevereiro de 2016, eles anunciaram seu quinto single "Bang Bang", lançado pela Apple Music. Dois dias antes do lançamento da peça estendida, eles anunciaram seu sexto e último single a ser lançado através do EP, intitulado "BLK CLD", lançado em 26 de fevereiro de 2016. O EP foi lançado em 27 de fevereiro de 2016 pela Sony Music Entertainment . Durante o lançamento, a dupla estreou seu canal oficial VEVO no YouTube com o videoclipe de seu single de estreia "America", que deu início ao lançamento oficial do single, para comemorar um ano desde seu lançamento original. Em 10 de junho de 2016, eles lançaram o EP America (The Remixes), que inclui remixes de Young Bombs e Win & Woo.  O grupo estava programado para liderar uma turnê norte-americana com 26 datas nos Estados Unidos e Canadá, mas a turnê foi cancelada em 29 de agosto de 2017, "devido a circunstâncias imprevistas".
A dupla lançou um novo single "Fool's Paradise" em 5 de agosto de 2016. A dupla participou da música " Setting Fires ", da banda The Chainsmokers, lançado como parte do EP “Collage”  em 4 de novembro de 2016. "Gossip" foi lançado em 7 de setembro de 2016. O instrumental da música foi usado pela Apple em seu comercial para o Apple Keynote. Eles lançaram mais dois singles, "Dead End Love" e "Get Closer" antes do final de 2017. Ambas músicas ganharam videoclipes.
Em 2017, eles lançaram o single "I Still Wait For You", que se tornou indiscutivelmente o single de maior sucesso até agora. Eles também lançaram os singles "Alive" e "What We Are Looking For" como uma série de duas partes na forma de videoclipe.

### 2018 - presente: saída  de Chase e EPs
Em 1 de junho de 2018, a música "Heaven Only Knows" foi lançada. Paige anunciou via Twitter que Chase havia deixado o duo para se concentrar em outros projetos, deixando-a como o único membro. "Don't Panic" foi lançado em 29 de junho de 2018 e "I Don't Want To See You Anymore" foi lançado em 3 de agosto de 2018. Xylø lançou "Tears & Tantrums" e "Freak" mais tarde no mesmo ano, ambos com videoclipes.  Em algum momento no final de 2018, Paige cortou os laços com a Disruptor Records e assinou com a Pretty Records, uma gravadora independente.
Em 12 de fevereiro de 2019, foi anunciado que o EP intitulado “Pretty Sad” seria lançado em 1º de março de 2019. O single principal "Nothing Left To Say" foi lançado dois dias depois. Dia 3 de maio de 2019 foi anunciado nas redes sociais que o novo EP de Xylø, “yes and no”, seria lançado em 31 de maio, com o single principal "ride or die" sendo lançado em 17 de maio de 2019.
Em 27 de março de 2020, XYLØ lançou um álbum de compilados, incluindo todos os instrumentais dos seus três lançamentos anteriores.

## Discografia

### Formato Digital
| Título                    | Detalhes                                                                                                |
| ------------------------- | --- |
| America                   | • Lançamento: 26 de Fevereiro de 2016 • Gravadora: Columbia, Disruptor • Formatos: CD, Download Digital |
| America (The Remixes)     | • Lançamento: 10 de junho de 2016 • Gravadora: Columbia, Disruptor • Formatos: Download Digital         |
| Pretty Sad                | • Lançamento: 1 de março de 2019 • Gravadora: Pretty Records • Formatos: CD, Download Digital           |
| Yes and No                | • Lançamento: 32 de maio de 2019 • Gravadora: Pretty Records • Formatos: CD, Download Digital           |
| The Ganglands of My Heart | • Lançamento: 14 de Fevereiro de 2020 • Gravadora: Pretty Records • Formatos: Download Digital          |

### Álbuns de Compilados
| Título            | Detalhes                                                                                   |
| ----------------- | ------------------------------------------------------------------------------------------ |
| The Instrumentals | • Lançamento: 27 de março de 2020 • Gravadora: Pretty Records • Formatos: Download Digital |

### Singles
| Título                                    | Ano  | Álbum             |
| ----------------------------------------- | ---- | ----------------- |
| “America”                                 | 2015 | America - Ep      |
| “Between the Devil and The Deep Blue Sea” | 2015 | America - Ep      |
| “Afterlife”                               | 2015 | America - Ep      |
| "LA Love Song"                            | 2015 | America - Ep      |
| Fools Paradise                            | 2016 | Non-album singles |
| “Gossip”                                  | 2016 | Non-album singles |
| “Dead End Love”                           | 2016 | Non-album singles |
| “Get Closer”                              | 2016 | Non-album singles |
| “I Still Wait For You”                    | 2017 | Non-album singles |
| “Alive”                                   | 2017 | Non-album singles |
| “What We’re Looking For”                  | 2017 | Non-album singles |
| “Heaven Only Knows”                       | 2018 | Non-album singles |
| “Don’t Panic”                             | 2018 | Non-album singles |
| “I Don’t Wanna See You Anymore”           | 2018 | Non-album singles |
| “Tears and Tantrums”                      | 2018 | Non-album singles |
| "Freak"                                   | 2018 | Non-album singles |
| “Nothing Left To Say”                     | 2019 | Pretty Sad - EP   |
| “Fireworks”                               | 2019 | Pretty Sad - EP   |
| “Ride or Die”                             | 2019 | Yes and No - EP   |

### Como Participação
| Título                                                | Ano  | Posições nas paradas | Posições nas paradas | Posições nas paradas | Posições nas paradas | Posições nas paradas | Posições nas paradas | Posições nas paradas | Posições nas paradas | Álbum                       |
| Título                                                | Ano  | US                   | AUS                  | BEL (FL)             | CAN                  | NLD                  | NZ                   | SWE                  | UK                   | Álbum                       |
| ----------------------------------------------------- | ---- | -------------------- | -------------------- | -------------------- | -------------------- | -------------------- | -------------------- | -------------------- | -------------------- | --------------------------- |
| "Setting Fires" (The Chainsmokers featuring Xylø)     | 2016 | 71                   | 50                   | 10                   | 35                   | 84                   | —                    | 92                   | 55                   | Collage                     |
| "Sometimes" (DallasK and Nicky Romero featuring Xylø) | 2019 | —                    | —                    | —                    | —                    | —                    | —                    | —                    | —                    | ASA                         |
| "Closer Still (Xylø Remix)" (Tender)                  | 2019 | —                    | —                    | —                    | —                    | —                    | —                    | —                    | —                    | "Closer Still (Xylø Remix)" |
| "Bulletproof" (The Score featuring Xylø)              | 2019 | —                    | —                    | —                    | —                    | —                    | —                    | —                    | —                    | Non-album single            |

1. ↑  "Setting Fires" did not enter the NZ Top 40 Singles Chart, but peaked at number 2 on the NZ Heatseeker Singles Chart.[11]

### Créditos de composição e produção
| Título                                             | Ano  | Artista (s) | Álbum                                                                             | Notas                                                                  |
| -------------------------------------------------- | ---- | --- | --------------------------------------------------------------------------------- | ---------------------------------------------------------------------- |
| “Chasing Colors” (with Ookay featuring Noah Cyrus) | 2017 | Marshmello\| style="background: #ececec; color: grey; vertical-align: middle; text-align: center; " class="table-na"\|Non-album single | Chase Duddy escreveu a música, junto com Marshmello, Ookay e Skyler Stonestreet . |                                                                        |
| “Fight Like a Girl”                                | 2017 | Zolita | Sappho                                                                            | Escrito por Zolita, Xylø e Lee Newell, sendo o último citado, produtor |
| “New You”                                          | 2018 | Zolita | Sappho                                                                            | Escrito por Zolita, Xylø e Lee Newell, sendo o último citado, produtor |
| “Like Heaven”                                      | 2018 | Zolita | Sappho                                                                            | Escrito por Zolita, Xylø e Lee Newell, sendo o último citado, produtor |
| “Remind Me”                                        | 2018 | Zolita | Sappho                                                                            | Escrito por Zolita, Xylø e Lee Newell, sendo o último citado, produtor |
| “Spotless”                                         | 2018 | Zolita | Sappho                                                                            | Escrito por Zolita, Xylø e Lee Newell, sendo o último citado, produtor |